# Струнников, Николай Васильевич
Николай Василискович Струнников (4 [16] декабря 1886, село Скнятино — 12 января 1940, Москва) — российский конькобежец и велосипедист, первый российский официальный чемпион мира. Мастер спорта СССР (1938). Чемпион мира и Европы 1910—1911 годов, чемпион России 1908—1910 годов, рекордсмен мира (1911 — 5000 м) и неоднократный рекордсмен России (1909—1911) по конькобежному спорту. Чемпион России 1909 года по велоспорту. Выступал за Москву.

## Биография
Николай Василискович родился в Тверской губернии в крестьянской семье. Когда ему исполнилось 11 лет, семья переехала в Москву. Окончив начальную школу, Коля поступил в железнодорожное училище. Он проживал в районе Красносельской улицы по соседству с Красными прудами и каждую зиму, когда они покрывались льдом, гонял на коньках. Вскоре он стал страстным любителем конькобежного спорта. 
По окончании училища Николай работал служащим, продолжая кататься на коньках и это принесло ему первые успехи. В 1906 году на катке Патриарших прудов проходило первенство Москвы и Струнников пришёл вторым в забеге на 5000 метров после прославленного скорохода Седова. Спустя несколько дней на том же катке прошло первенство России на дистанциях 1500 и 5000 метров и вновь он был вторым после Седова на этих дистанциях.
Зимой 1907 года они впервые встретились на катке в зоологическом саду в групповом забеге на 3000 метров, но в этот раз быстрее был Струнников. Следом на первенстве России он проиграл Седову на 1500 и 5000 метров, при этом Седов установил рекорд страны на 1500 метров - 2:37,8 сек. После тех соревновании Седов ушёл из спорта. В 1908 году 22-летний Николай легко стал чемпионом России. Через год в Петербурге он установил три всероссийских рекорда на дистанциях 1500, 5000 и 10 000 метров, став вновь чемпионом страны. 
В беге на коньках он был безоговорочно лучшим в России, но этим не ограничивался. В 1909-м Струнников стал чемпионом Российский империи в велоспорте! Летом того года Николай показывал феноменальные результаты на треке, превысив рекорды на нескольких дистанциях. Струнников должен был ехать в августе на чемпионат мира в Копенгаген, получив приглашение от организаторов. Но за неделю до того, как отправляться в Данию, он получил отказ от чиновников – и денег нет, и результаты так себе. 
В 1910 году, после очередных побед на чемпионатах Москвы и России, Струнников впервые поехал в Финляндию для участия в чемпионате Европы, проходившего в Выборге. Он блестяще выиграл его, опередив на тот момент 2-кратного чемпиона мира норвежца Оскара Матисена. 
Из воспоминаний Струнникова: «В Выборге шёл дождь. Дорожка превратилась в кисель. Вставая на старт 1500 метров в паре с Матисеном, я про себя решил: „Всем проиграю, а тебе, голубчик, ни за что“». Из воспоминаний Матисена: «Маленький, в чёрном, обтягивающем мускулистое тело свитере, русский из Москвы справился с покрытым водой льдом лучше, чем кто-либо из нас, и стал чемпионом Европы».
Через неделю на чемпионате мира в Гельсингфорсе борьба была более упорной: на первых трёх дистанциях Матисен опередил Струнникова, но на заключительной — 10 000 м (своей самой слабой дистанции) — занял только 6-е место и по сумме мест отстал от Струнникова. Николай стал первым российским чемпионом мира и Европы по конькобежному спорту. Зимой ежедневно он усердно тренировался на коньках и играл в хоккей с мячом, летом занимался велоспортом и мотогонками, за что получил звание Мастер спорта СССР.
4 февраля 1911 года Струнников выступил вне конкурса на матче Норвегии — Швеции в Кристиании на дистанции 5000 м. Целью было побитие мирового рекорда: этот рекорд — 8.37,6 — был установлен в 1894 году голландцем Яапом Эденом (тогда он превысил предыдущий рекорд на полминуты), после чего к этому результату никто не смог даже приблизиться; уже звучали предложения его аннулировать. Струнников побил рекорд, показав результат 8.37,2 (продержался до 1914 года, когда его побил Матисен). Однако Международный союз конькобежцев отказался утвердить результат в качестве официального мирового рекорда из-за того, что Струнников бежал вне конкурса (рекорд был утверждён только в 1967 году).
(до него в 1889 году неофициальный чемпионат мира выиграл Александр Паншин)
Журнал «Всемирный спорт и здоровье» (издавался в 1910—1911) писал по этому поводу:

Феноменальный русский, — как называют теперь Струнникова, — в беге на 5000 метров показал такой размах, такие гигантские шаги и красоту движений, что толпа замерла. А когда он грациозно, словно ласточка, облетел 13 кругов и побил стоявший незыблемо в течение 16 лет мировой рекорд, — энтузиазм зрителей был неописуем. Тысячная публика прорвалась сквозь барьер, ринулась лавой на каток, и через мгновение Струнникова подняли высоко над головами. Громовое «ура!», клики и восторги толпы сопровождали победу москвича, воспринявшего почести, которыми античная Эллада венчала своих героев.

В 1911 году Струнников в отсутствие Матисена выиграл чемпионат Европы в Хамаре, победив на всех четырёх дистанциях. Спустя несколько дней на чемпионате мира в Тронхейме выиграл и звание чемпиона мира второй год подряд, также одержав победы на всех дистанциях. Норвежская пресса окрестила Струнникова "Славянским чудом", а другая европейская пресса называли его "Русский феномен". 12 раз он стартовал в Норвегии и ни разу не ушёл с дорожки побеждённым. 
В 1912 году Струнников готовился к третьей поездке заграницу, и в начале сезона установил два исключительных рекорда. В условиях 4-поворотного катка с беговой дорожкой он пробежал 500-метровку в 275 метров за 46,0 сек и 1500 метров за 2:29,4 сек. Но администрация Московского первого Русского гимнастического общества «Сокол», за которое он выступал, не нашла средств для посылки за границу своего представителя (согласно регламенту на чемпионате мира вместе с конькобежцем должны были присутствовать его официальный представитель и массажист). 
В 1913 году он вновь готовился в поездке на мировое первенство, но вновь не нашлось денег и тогда Струнников в знак протеста покинул конькобежный спорт. Он переключился на велоспорт и охоту, которую страстно любил до конца жизни.
Струнников был одним из учредителей Московского кружка конькобежцев и велосипедистов — любителей (устав утверждён министром внутренних дел 20 мая 1911 года), который организовал Всероссийские чемпионаты по велоспорту 1912—1914 годов и одним из первых в России стал уделять внимание развитию мотоспорта.
В 1920—1930-е годы он работал тренером, затем — техником-конструктором в строительных организациях Москвы. Умер в 1940 году; похоронен на Донском кладбище Москвы.

## Личная жизнь
Николай Струнников был женат на Ольге Андреевне Струнниковой. Первое воспоминание Ольги Струнниковой:

«Познакомились мы с Николаем совершенно случайно. Отец Коли - Василиск Ермилович, именно так правильное имя и отчество папы Николая, шёл на свадьбу к сыну приятеля. Отец жениха предложил: «Василиск Ермилович, ты своего Кольку-то возьми с собой, чего ему дома сидеть».
А я была лучшей подругой невесты и, как принято сейчас говорить - свидетельницей. Ой, помню - угощение было очень вкусное. Потом начали танцевать. Он выделялся среди остальных. А как танцевал — ему равных не было! Мы тогда только пару раз и станцевали. Потом, после нашей свадьбы, он признался, что очень смущался. 

Ольга также неплохо каталась на коньках и ездила на велосипеде. Вот, что она вспоминала:

У многих впоследствии сложилось впечатление, что Коля привил мне любовь к катанию на коньках. Но это не так. До нашего знакомства я часто ходила на каток, и на велосипеде каталась, и очень уверенно. В начале века конькобежный спорт пользовался большой популярностью среди молодежи. Причем на каток приходили даже без коньков. Считалось хорошим тоном просто посещение катка.

.
 

### Рекорды
В качестве рекордов России фиксировались только результаты, показанные на территории России. В таблице приведены также показанные за границей результаты, бывшие на тот момент абсолютно лучшими для конькобежцев России (выделены курсивом). Рекорды на дистанции 1000 м — неофициальные (официальная регистрация рекордов не велась).
```
   500 м       49,6               1909   
Москва

               48,0         16.01.1910   
Москва

               
47,6               1910   
Выборг

               47,2               1910   
Москва

               47,0               1910   
Москва

               
45,1         11.02.1911   
Кристиания

               46,0         31.12.1911   
Москва

  1000 м     1.39,2               1910   
Москва

             1.38,0          7.01.1911   
Москва

  1500 м     2.33,6         20.02.1909   
Санкт-Петербург

             2.30,0               1909   
Санкт-Петербург

             
2.23,8         12.02.1911   
Кристиания

             2.29,4         31.12.1911   
Москва

  5000 м     9.09,0         24.01.1909   
Москва

             9.05,0         19.02.1909   
Санкт-Петербург

             
8.37,2  
РМ
      4.02.1911   
Кристиания

10 000 м    18.27,2          7.02.1909   
Санкт-Петербург

            
18.11,8         11.02.1911   
Кристиания

            
17.59,8         18.02.1911   
Хамар
, ЧЕ
```

Николай Струнников — единственный в истории России и СССР конькобежец, владевший абсолютно лучшими результатами страны на всех дистанциях классического многоборья.

## Книги
- Хвостов М. Конькобежный спорт: Руководство по скоростному бегу на коньках / Под редакцией и с главой о тренировке Н. В. Струнникова. — М.: «Воениздат», 1926. — 99 с.

## Память
В СССР проводились соревнования памяти Н. В. Струнникова среди московских конькобежцев. В числе почетных гостей и главного судьи соревнований выступал сын Анатолий Струнников.